# Bouillabaisse

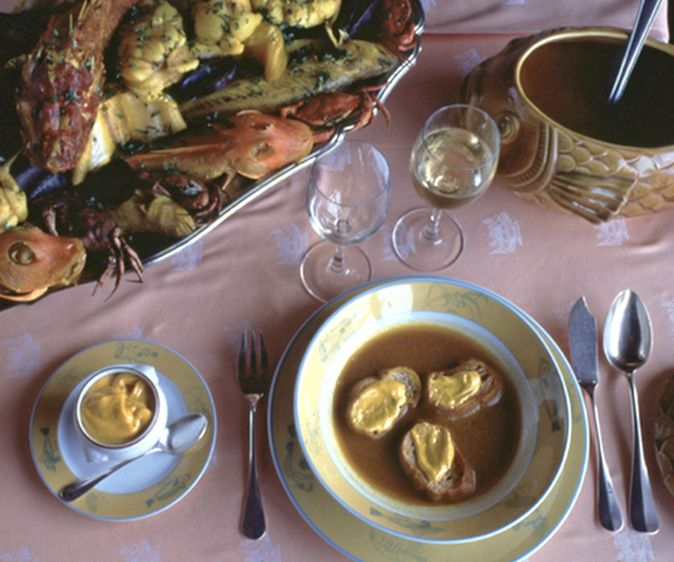
Bouillabaisse tradicional de Marselha, com o peixe servido separadamente da sopa.

Bouillabaisse é um prato típico da culinária da França, comum na região do Mediterrâneo, que consiste de uma sopa ou guisado preparado à base de peixes brancos sortidos, filetes de peixe, vegetais e ervas aromáticas.
Trata-se, na verdade, de dois pratos: uma sopa, em que se serve o caldo sobre fatias duras de pão; e um prato de peixe e vegetais.

## La Bouillabaisse
Uma das sopas mais famosas do mundo é a bouillabaisse, originária de Marselha, cidade e porto do Mediterrâneo.  A história popular da origem dessa sopa sugere que Vênus, deusa da beleza, serviu bouillabaisse a seu marido, Vulcano, para colocá-lo para dormir enquanto tinha um encontro amoroso com Marte. Escritores gregos argumentam que, por volta do ano 600 A.C., os fundadores de Marselha levaram consigo da Grécia a receita de uma sopa de peixe conhecida como kakavia, que serviu de base para a futura bouillabaisse. Outros textos medievais fazem menção a cozidos de peixe em água e/ou azeite e vinho; porém, até o presente, não se conseguiu apurar com precisão a origem definitiva do bouillabaisse atual.
Adicionalmente, sugere-se que a bouillabaisse nasceu entre os pescadores, ao redor do velho porto (Vieux Port) que, depois de separar os peixes para vender, faziam uma sopa para a família com os que sobravam. Com o tempo, o prato foi sendo aperfeiçoado. Hoje, os marselheses o degustam assim: primeiro, só o caldo do peixe com roille (um molho picante à base de maionese, pimenta malagueta e alho); depois, os pedaços desossados dos vários peixes, mergulhados num pouco do caldo.
A mais diferenciada característica, no entanto, não é o peixe, porque sopas e cozidos possuem  peixes, mas o aroma e o sabor original derivado das combinações de ingredientes transformam o bouillabaisse em algo especial. Um famoso escritor de alimentos, Jean-Noël Escudier, chamou o bouillabaisse de “síntese mágica”. Outro francês, Maurice Curnonsky rotulou como “d’or soupe” ou sopa de ouro. A origem da palavra bouillabaisse tem sido atribuída a abades do convento de Marselha bouillon abaissé, ou reduzir por evaporação. De qualquer forma, a bouillabaisse é uma experiência deliciosa. Impossível, ou pelo menos desajuizado, é visitar o sul da França e não prová-la, ainda que possa ser encontrada em qualquer local do mundo.